# ボー・アウン・チョウの日
ボー・アウン・チョウの日（Bo_Aung_Kyaw_Day, 12月20日）は、ミャンマーの独立闘争で亡くなった最初の学生指導者としての彼を記念する日である。

## 解説
1938年12月20日、ボー・アウン・チョウは、第3回ラングーン大学学生ボイコット事件で、大英帝国の植民地であるインド帝国警察騎馬警官隊の突撃によって殺害された。
1938年12月、ビルマ石油会社のチャウク油田とエナンジャウン油田のストライキ労働者は、英国当局と交渉するためにラングーンに向かって行進した。ラングーンに到着したストライキ労働者たちは、植民地支配に反対する3年に一度の抗議行動を起こしていたラングーン大学の学生たちと合流した。
植民地政府の中枢である総督府への行き来を封鎖したデモは、インド帝国警察によって襲撃された。のちに国民民主連盟（NLD）副議長となるチーマウンやアウンチョウを含む多くの学生が重傷を負い、後者は警察の警棒で頭を打ち抜かれ、息を引き取った。
アウン・チョウは死後、学生たちからボー（指導者）の称号を授けられた。